# Vaillac
Vaillac är en kommun i departementet Lot i regionen Occitanien i södra Frankrike. Kommunen ligger i kantonen Labastide-Murat som tillhör arrondissementet Gourdon. År 2018 hade Vaillac 99 invånare.

## Befolkningsutveckling
Antalet invånare i kommunen Vaillac
| Referens: INSEE |